# جاست کاز ۴
جاست کاز ۴ (به انگلیسی: Just Cause 4) یک بازی ویدئویی در سبک اکشن-ماجراجویی است که توسط استودیو آوالانچ توسعه یافته، و ناشر آن اسکوئر انیکس می‌باشد. این بازی چهارمین نسخه از مجموعه بازی‌های جاست کاز به‌شمار می‌رود، که دنباله‌ای برای بازی جاست کاز ۳ (۲۰۱۵) است. جاست کاز ۴ در تاریخ ۴ دسامبر ۲۰۱۸ برای مایکروسافت ویندوز، اکس‌باکس وان و پلی‌استیشن ۴ منتشر شد.

## روند بازی
جاست کاز ۴ یک بازی تیراندازی سوم شخص در سبک اکشن-ماجراجویی که دارای محیط جهان باز است.

## داستان
این بازی در شهری خیالی با نام سولیس (solis) واقع در آمریکای جنوبی، جریان دارد، و ریکو رودریگز با یک گروه شبه نظامی با نام بلک هند یا دست سیاه درگیر خواهد شد، که توسط زنی با نام گابریلا فرماندهی می‌شود.

## توسعه و انتشار
جاست کاز ۴ توسط استودیو آوالانچ ساخته شده است و ناشر آن اسکوئر انیکس می‌باشد. این بازی توسط موتور آپکس جدید استودیو آوالانچ توسعه داده شده است. فناوری جدید به بازی اجازه می‌دهد تا بازی دارای اثرات متنوع و شدید آب و هوا از جمله برف، شن و ماسه، گردباد و غیره باشد. و همچنین توسعه دهندگان به بهتر کردن هوش مصنوعی نسبت به جاست کاز ۳ توجه داشته‌اند. این تغییرات در نظر گرفته شده است که شخصیت‌های غیر بازیکن را به صورت دقیق‌تر بسازند تا به‌طور تاکتیکی و هوشمندانه رفتار کنند و تهدید بیشتری برای بازیکن ایجاد کنند. سایر پیشرفت‌های موتور بازی شامل رندر مبتنی بر فیزیک و یک سیستم انیمیشن جدید می‌باشد.
بازی در کنفرانس مطبوعاتی شرکت مایکروسافت در طی نمایشگاه رسانه و تجارت ای۳ ۲۰۱۸ رونمایی شد. و همچنین بعداً این بازی در ویترین اسکوئر انیکس و پی‌سی گیمینگ شو قرار داده شد. بازی در ۴ دسامبر ۲۰۱۸ برای مایکروسافت ویندوز، ایکس‌باکس وان و پلی‌استیشن ۴ منتشر شد.